# Lamprospora faroensis
Lamprospora faroensis är en svampart som beskrevs av Benkert 1987. Lamprospora faroensis ingår i släktet Lamprospora och familjen Pyronemataceae.   Inga underarter finns listade i Catalogue of Life.